# Synagoga w Breźnie
Synagoga w Breźnie – dawny dom modlitw żydowskiej gminy wyznaniowej w Breźnie, w środkowej Słowacji. Jedyny żydowski zabytek sakralny, zachowany na Horehroniu.

## Żydzi w Breźnie
Próby osiedlenia się Żydów w Breźnie przez długi czas kończyły się niepowodzeniami. Jeszcze w 1852 r. robotnik żydowskiego pochodzenia, zatrudniony w miejscowej gorzelni Stefana Čipka, musiał opuścić miasto krótko po swoim przybyciu. W 1854 r. dwie żydowskie rodziny otrzymały zgodę na pobyt w mieście dopiero po wyrzeczeniu się wiary mojżeszowej. Dopiero w drugiej połowie XIX w. powstała w mieście gmina żydowska. W 1876 r. liczyła ona 40 wiernych. Miała charakter neologiczny i należała do związku Ješurun. Początkowo nie miała własnego rabinatu, a sprawami gminy zajmowali się rabini z innych miast: rabin Goldzicher z Radvani, Salomon Mózes z Twardoszyna, Leo Springer z Rymawskiej Soboty czy bańskobystrzycki rabin Emanuel Lenke.
Po zakończeniu II wojny światowej do miasta powróciła zaledwie garstka dawnych żydowskich mieszkańców i trzy nowe rodziny. W następnych latach większość z nich wyemigrowała za granicę. Gmina żydowska w Breźnie już się nie odnowiła.

## Historia synagogi
Synagoga została zbudowana w latach 1901–1902 według projektu Petera Payerbergera w stylu neoromańskim, przy ulicy Štúrovej 11 w Breźnie na Słowacji. W tym czasie gmina żydowska w mieście liczyła 172 osoby. W związku z wywiezieniem wszystkich Żydów do obozów zagłady ostatnie nabożeństwo w synagodze odbyło się w 1942 roku.
Po zakończeniu II wojny światowej budowla służyła przez długi czas jako magazyn produktów rolnych, a następnie skład meblowy. Ze względu na wysoką wartość artystyczną synagogę w 1972 roku wpisano do rejestru zabytków. W następstwie tego przeprowadzono w niej rozległe prace rekonstrukcyjne, dzięki czemu synagoga w części odzyskała swój oryginalny wygląd. W 1984 roku miasto odkupiło synagogę od wspólnoty żydowskiej. W 1996 roku przeprowadzono kolejne prace konserwatorskie.

## Architektura
Dawniej, jak i do dziś, synagoga jest jednym z najbardziej charakterystycznych i najbardziej oryginalnych budynków w mieście. Zbudowana na planie prostokąta, w narożnikach posiada smukłe, ośmioboczne wieżyczki. Fasada trójosiowa z centralnie umieszczonym płytkim ryzalitem, zawierającym wejście. Najbardziej charakterystycznym elementem budowli jest ośmioboczna wieża z ośmioboczną, cebulastą kopułą. Wewnątrz zachował się orientalny Aron ha-kodesz umieszczony w półokrągłej apsydzie oraz galerie dla kobiet, wsparte na żeliwnych słupach.

## Stan dzisiejszy synagogi
Aktualnie (2022 r.) w synagodze urządzona jest multifunkcyjna sala, w której odbywają się koncerty, odczyty, wystawy i tym podobne imprezy społeczno-kulturalne. Na piętrze, w wieży, zainstalowana jest niewielka stała ekspozycja posterowa, poświęcona dziejom Żydów w Breźnie. Możliwe jest zwiedzanie synagogi z przewodnikiem (wcześniejsze zgłoszenie: Turistické informačné centrum Brezno).